# Museo Soumaya
Museo Soumaya är ett privat konstmuseum i Mexico City. Det  ägs av Calos Slim och rymmer hans privata konstsamling på mer än 66 000 verk.
Museet, som är uppkallat efter Slims avlidna hustru Soumaya Domit, öppnade 1994 i ett gammalt pappersbruk. År 2011 invigdes den futuristiska byggnaden vid Plaza Carso i Polanco. Den har ritats av Slims svärson, arkitekten Fernando Romero i modern vågform och är täckt med hexagonala aluminiumplattor. Det är fritt inträde på museet.

## Utställningar
Museet har sex våningar. I bottenvåningen finns skulpturen  
Tänkaren av Auguste Rodin, en kopia av Michelangelos Pietà,  Diego  Riveras muralmålning Rio Juchitán samt målningarna El Día y la Noche och Naturaleza Muerta av Rufino Tamayo.
Andra våningen används för tillfälliga utställningar och på tredje våningen visas verk av medeltida konstnärer från Europa och Nya Spanien. 
Fjärde våningen ägnas  impressionistisk och avantgardistisk konst och på femte våningen finns antik och modern konst från Mexiko.
På sjätte våningen, som är den enda med dagsljus, visas verk av Auguste Rodins och samtida konstnärer som hans elever Camille Claudel och Emile Antoine Bourdelle, Salvador Dalí med flera. Rodinsamlingen är världens näst största med mer än 400 verk och den största i privat ägo.

## Bildgalleri

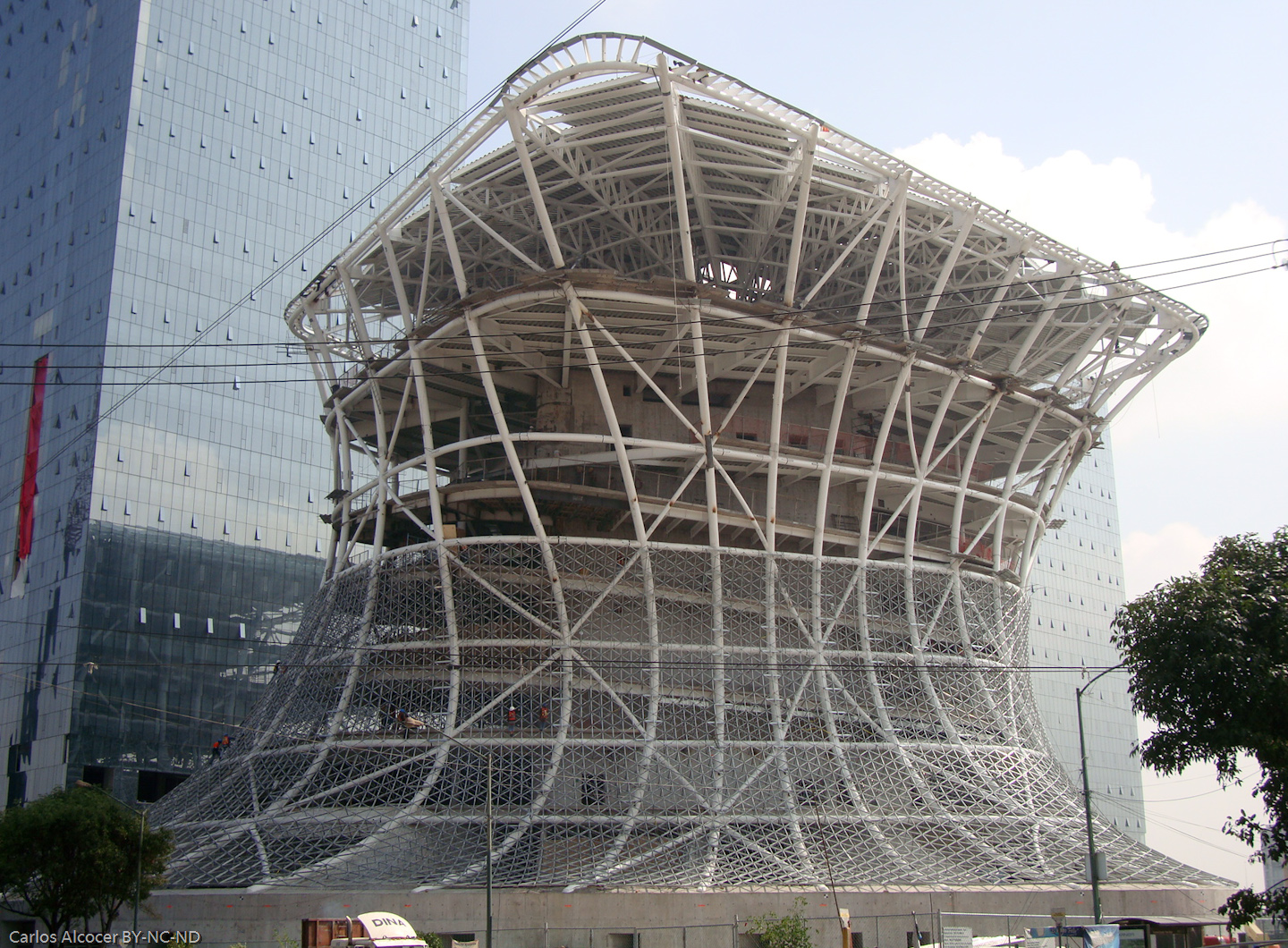
Museet under byggnad.
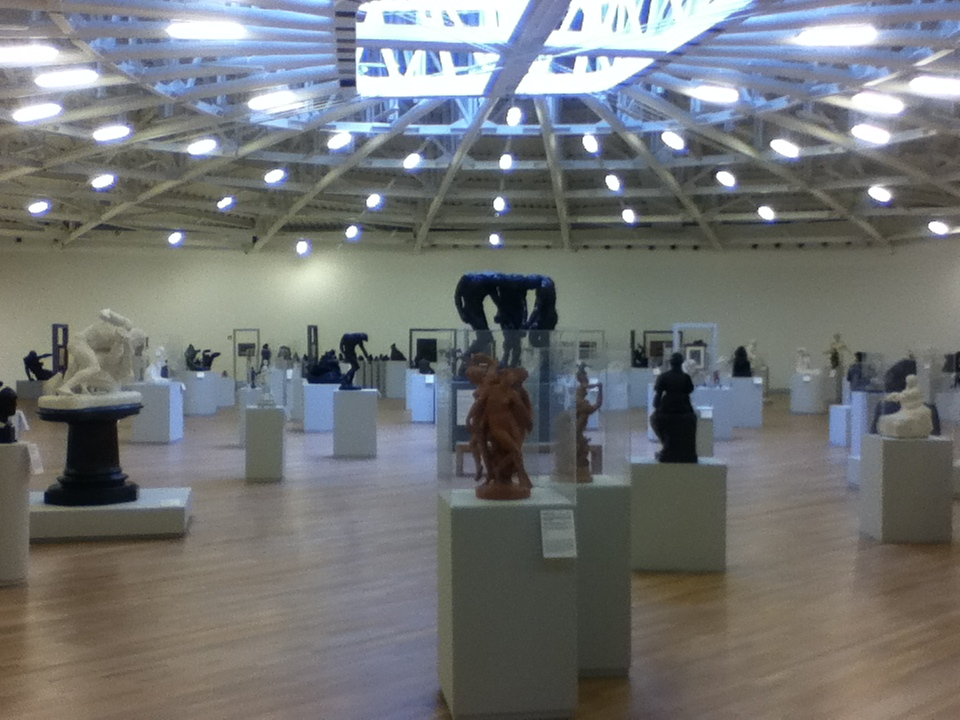
Skulpturgalleriet på sjätte våningen.
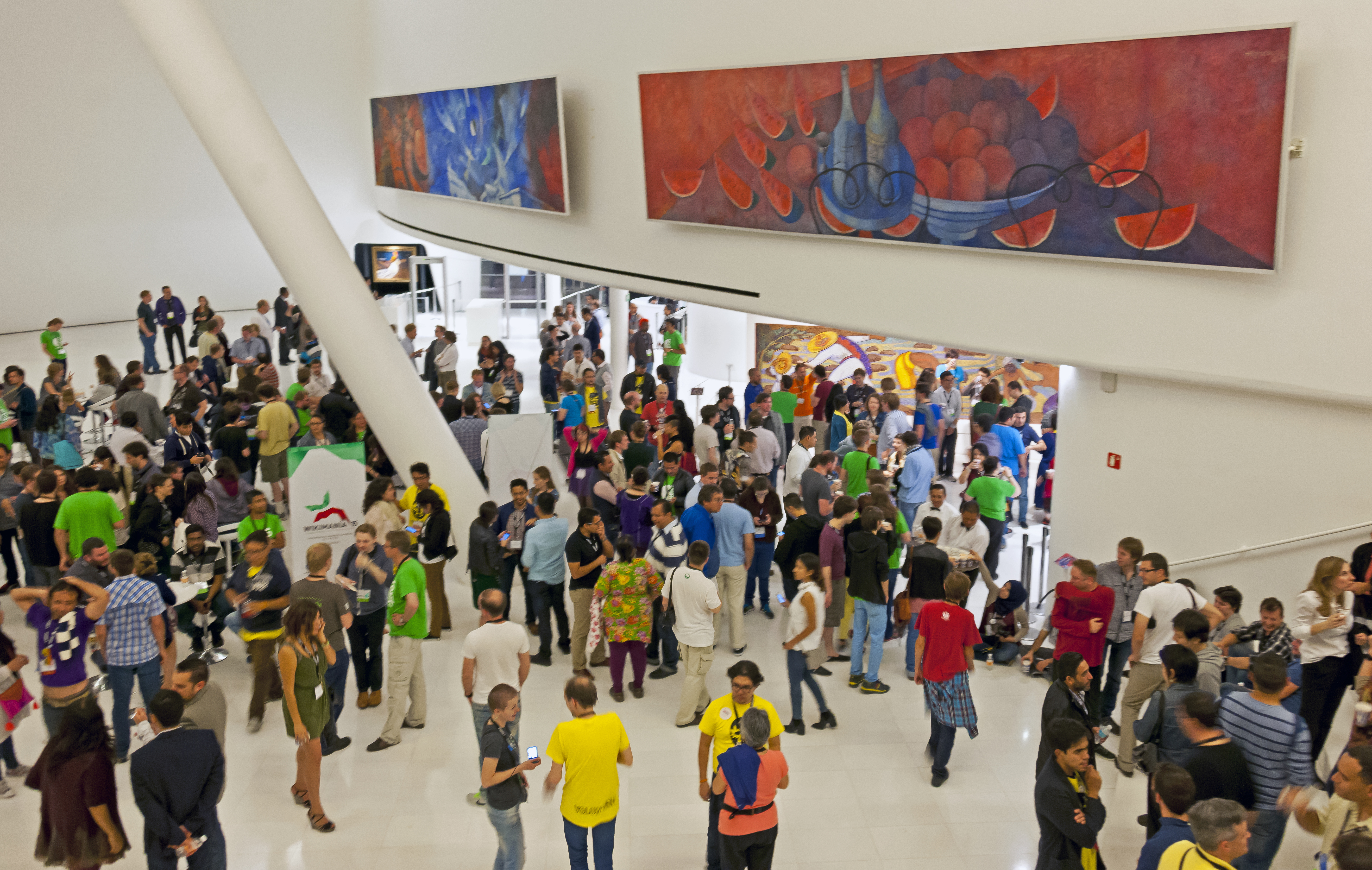
Wikimania 2015 i Museo Soumaya.
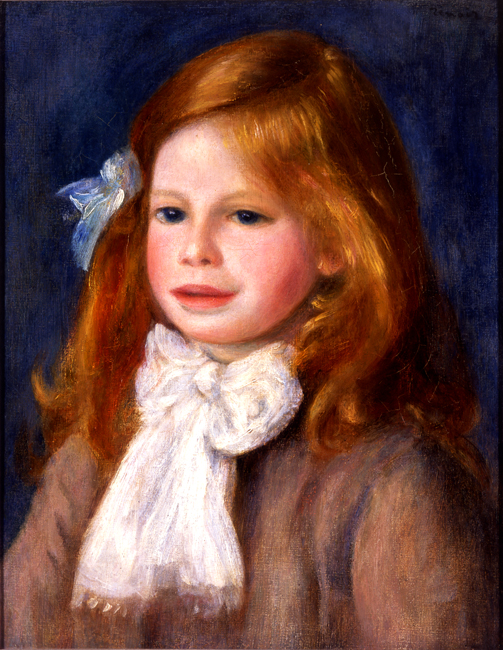
Jean Renoir målad av fadern Auguste  Renoir 1901.
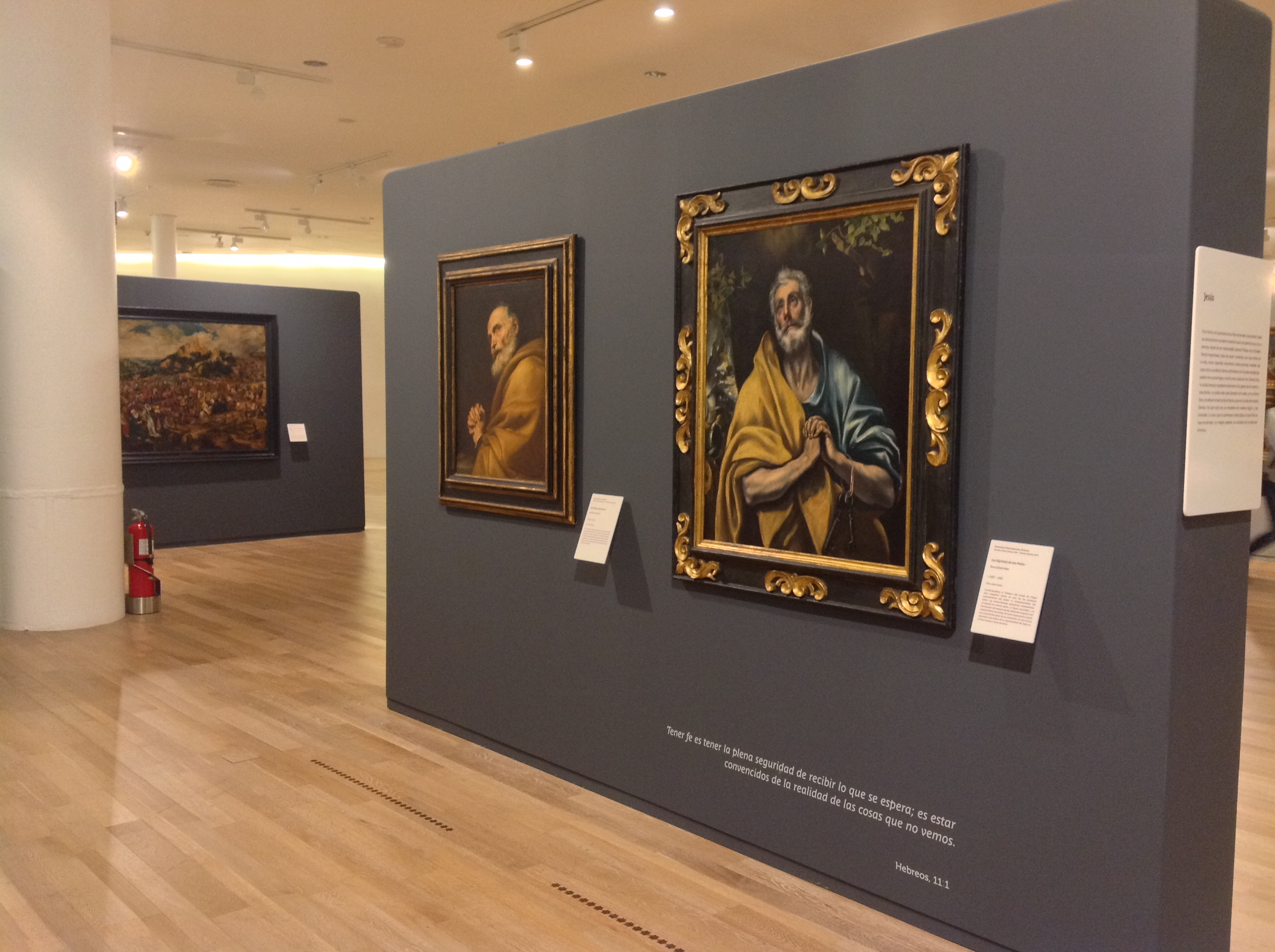
Petrus tårar av El Greco, cirka 1590.
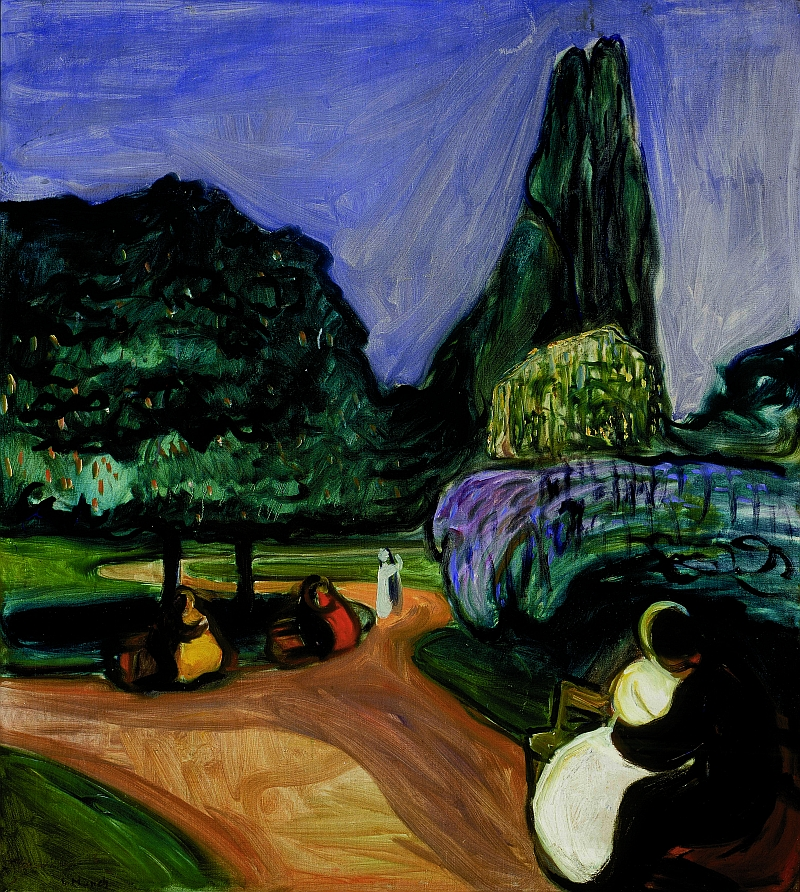
Sommernat i Studenterlunden av Edvard Munch, 1899.